# قرانيا كبيرة الورق
قرانيا كبيرة الورق (الاسم العلمي: Cornus macrophylla)، شجرة سبروتية تعلو من 10 إلى 15 م. من فصيلة القرانية، أعطانها في أفغانستان، بوتان، الهند، كشمير، ميانمار، نيبال، باكستان، تايوان، الصين (آنهوي، فوجيان، قانسو، قوانغدونغ، قوانغشي، قويتشو، هاينان، هوبى، هونان، جيانغسو وجيانغشي ونينغشيا وشنشي وشاندونغ وسيتشوان وشيزانغ ويوننان وتشجيانغ)